# Margaret Bakkes
Margaret Bakkes (*Sterkstroom, 14 de desembre de 1931 - 29 de juny 2016) fou una escriptora sud-africana en afrikaans.
Va estar casada amb l'historiador Cas Bakkes, amb qui va tenir quatre fills, dos d'ells també escriptors: C. Johan Bakkes i Christiaan Bakkes.

## Obres
- Die Reise Van Olga Dolsjikowa En Ander Omswerwinge
- Kroniek Van Die Sewe Blou Waens: Die Kort Lewe Van Gert Maritz
- Littekens: Stories En Memories
- Susanna Die Geliefde
- Waar Jou Skat Is
- Baksel in Die Môre
- Ontheemdes.